# Paragomphus reinwardtii
Paragomphus reinwardtii är en trollsländeart som först beskrevs av Selys 1854.  Paragomphus reinwardtii ingår i släktet Paragomphus och familjen flodtrollsländor. Inga underarter finns listade i Catalogue of Life.